# Lubieszewo (powiat drawski)

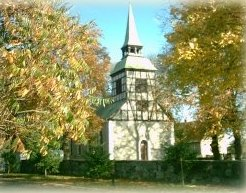
Kościół w Lubieszewie

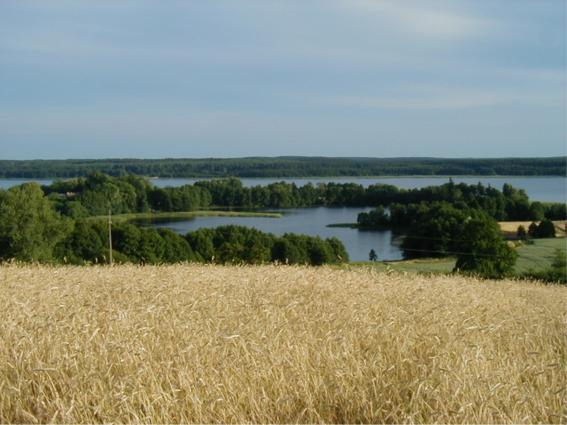
Widok na przylegającą do wsi zatokę jeziora Lubie

Lubieszewo (niem. Güntershagen) – wieś sołecka w Polsce położona w województwie zachodniopomorskim, w powiecie drawskim, w gminie Złocieniec.
W latach 1954–1959 wieś należała i była siedzibą władz gromady Lubieszewo, po jej zniesieniu w gromadzie Złocieniec. W latach 1975–1998 miejscowość administracyjnie należała do województwa koszalińskiego. W roku 2007 wieś liczyła 278 mieszkańców.
W skład sołectwa wchodzą osady:
- Błędno
- Zatonie

## Geografia
Wieś leży ok. 10 km na południe od Złocieńca, na północnym brzegu jeziora Lubie, nad rzeką Kamienną.

## Historia
- od VII do XII wieku mały gród strażniczy
- 1320 – książę Warcisław IV przekazał wieś wraz z jeziorem Lubie klasztorowi Augustianek w Pyrzycach
- wieś zmieniała niejednokrotnie właścicieli, między innymi należała do rodu Borków

## Zabytki
Zabytki chronione prawem:
- barokowy kościół pw. św. Kazimierza z 1687, nr rej. 223 z dnia 15 stycznia 1960 r. Kościół filialny, rzymskokatolicki należący do parafii pw. Wniebowzięcia Najświętszej Maryi Panny w Złocieńcu, dekanatu Drawsku Pomorskim, diecezji koszalińsko-kołobrzeskiej, metropolii szczecińsko-kamieńskiej. Zachowane częściowo barokowe wyposażenie wnętrza.
- park pałacowy z pierwszej poł. XIX wieku, nr rej. 1 158 z dnia 23 marca 1982 r., pozostałość po pałacu

Ponadto:
- Pozostałości grodziska owalnego z VII – XII wieku[5].

- Dworek z II połowy XIX wieku

W okolicy liczne ruiny przedwojennych młynów wodnych i gospodarstw rolnych.

## Gospodarka
W centrum wsi znajduje się sklep i czynna w sezonie letnim tawerna.
Do początku lat 90. XX wieku podstawowym miejscem pracy mieszkańców było znajdujące się we wsi Państwowe Gospodarstwo Rolne. Wraz z jego likwidacją duża część mieszkańców straciła pracę i do dziś pozostaje niezatrudniona. Zauważalnym miejscowym problemem jest odpływ młodych ludzi w poszukiwaniu pracy za granicą oraz kłusownictwo. Mimo tego, zauważalny jest również napływ nowych mieszkańców, którzy przenoszą się do Lubieszewa z powodu jego atrakcyjnego położenia.

## Turystyka
Przy ujściu rzeki Kamiennej do jeziora Lubie znajdują się stawy rybne z hodowlą pstrąga – przy stawach smażalnia. Jezioro obfituje w ryby – szczególnie w duże okazy szczupaka.
W przylegającej do wsi zatoce jeziora mieści się mała przystań jachtowa oraz duża piaszczysta plaża wiejska.
Wraz z rozwojem turystyki we wsi powstało również kilka gospodarstw agroturystycznych, ośrodków wypoczynkowych.
Przez wieś przebiegają dwa znakowane szlaki turystyczne:
- Wokół jeziora Lubie o długości 50 km, trasa: Lubieszewo – Zatom – Karwice – Mielenko Drawskie – Gudowo – Linowno – Lubieszewo
- Góra Lisica o długości 29 km, trasa: Lubieszewo – Stawno – Złocieniec – Darskowo – Rzęśnica – Kosobudy – Linowno – Lubieszewo

Okolica ma bardzo urozmaiconą formę terenu z wieloma polodowcowymi wzniesieniami cechującymi się dużymi różnicami wysokości względnej. W pobliskiej wsi – Starej Studnicy – funkcjonuje nawet wyciąg narciarski.

## Komunikacja
Lubieszewo ma połączenia autobusowe z Drawskiem Pomorskim i Złocieńcem